# Prairie-indianen

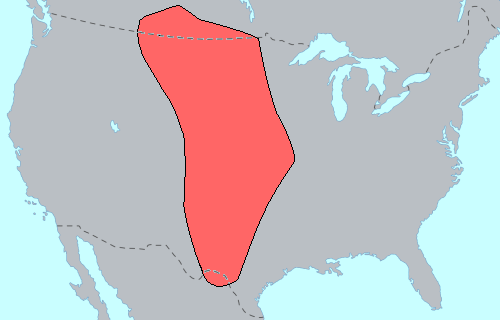
Verspreidingsgebied van de prairie-indianen voor de komst van Europese immigranten

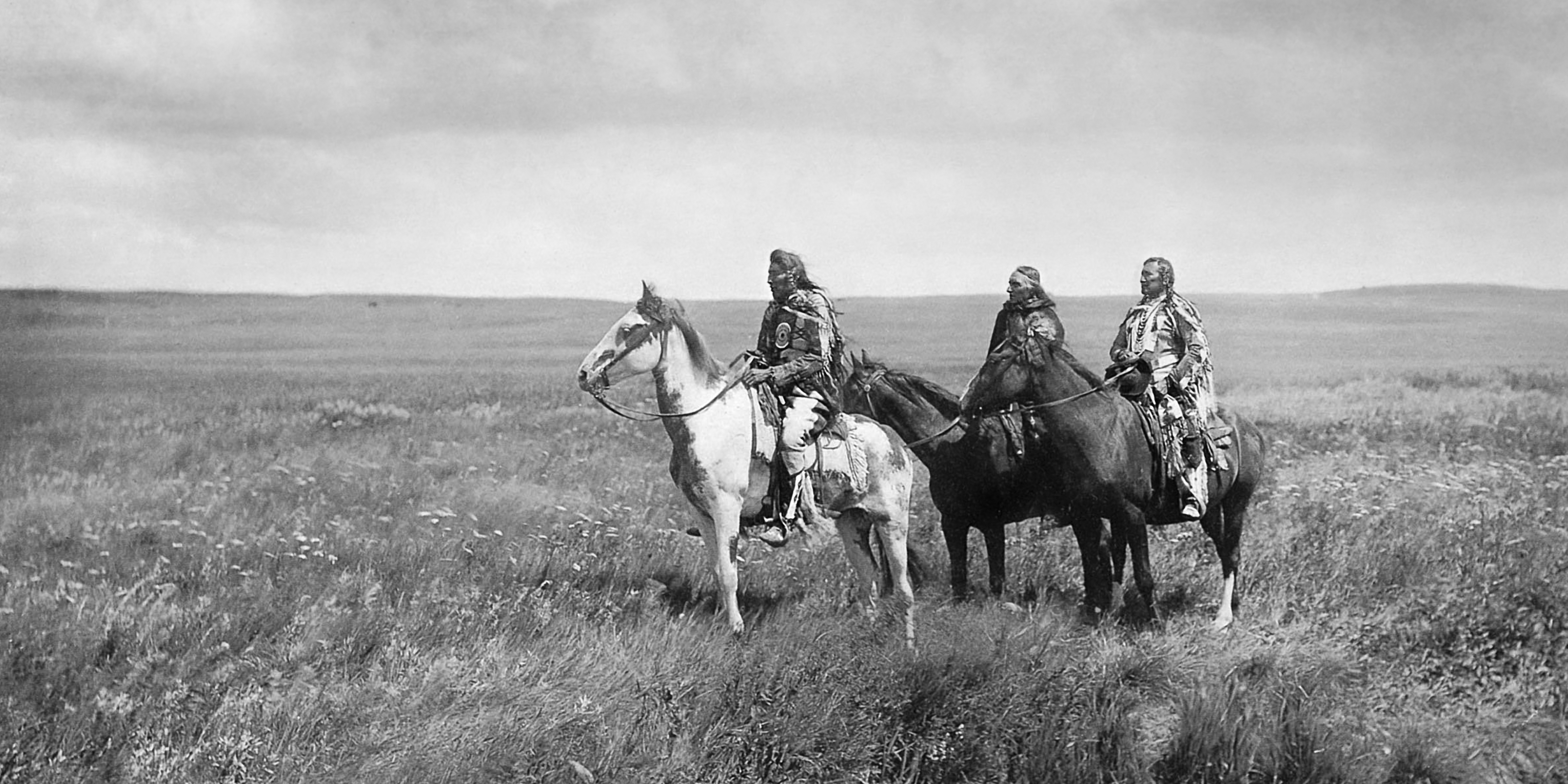
Drie Blackfootopperhoofden

Prairie-indianen (Engels: Plains Indians) zijn indiaanse volkeren die op de Great Plains van Noord-Amerika leefden. Sommige van hen waren oorspronkelijk nomaden, die in tipi's woonden en voornamelijk van de bizonjacht leefden. Daartoe behoren de Sioux, Cheyenne, Absarokee, Kiowa, Comanche en Blackfoot. Andere volken waren semisedentair en leefden naast de bizonjacht van gewassen die ze in hun dorpen verbouwden. Deze volken, tot wie onder meer de Pawnee, Mandan en Wichita behoren, woonden een deel van het jaar in vaste dorpen met huizen van aarde of gras.

## Geschiedenis
De Great Plains zijn al sinds de laatste ijstijd bewoond, maar waren oorspronkelijk dunbevolkt. Pas toen de Pueblo uit het zuidwesten Spaanse paarden in handen kregen en via hen ook andere volken aan paarden kwamen, raakten de vlakten dichter bewoond. Veel van de volken die de blanken op de prairie aantroffen woonden daar nog maar relatief kort. Zo woonden de Dhegiansiouxsprekende volken (Osage, Ponca, Omaha, Kaw, Quapaw) oorspronkelijk in de vallei van de rivier de Ohio. Tussen 1200 en 1700 trokken ze vandaar westwaarts naar de vlakten, mogelijk in hun zoektocht naar wild, mogelijk als gevolg van oorlogen met de Irokezen. Wetenschappers zijn verdeeld over de vraag of deze volken verdreven werden tijdens de Beveroorlogen of al daarvoor naar het westen waren getrokken. De Cheyenne zijn volgens eigen zeggen in de 17e eeuw door de Assiniboine verdreven uit het gebied van de Grote Meren. Na verloop van tijd kwamen ze terecht langs de rivier de Missouri, waarvandaan ze in de 18e eeuw verder naar het westen werden gedreven door de Lakota en Ojibwe. Andere volken leefden wel al lange tijd op de Plains. Zo wonen de Wichita er waarschijnlijk al minstens 2000 jaar.
Voor de Amerikaanse Burgeroorlog (1861-1865) woonden er maar weinig blanken op de Great Plains. In 1862 brachten de Homestead Act en de Pacific Railroad Act daar verandering in. De eerste bood kolonisten onder bepaalde voorwaarden gratis land aan op de Great Plains (zie Indianenterritorium). De tweede droeg bij aan de aanleg van enorme stukken spoorweg, waardoor het westen veel beter te bereiken was. Hoewel volken op de vlakten zich verzetten tegen deze ontwikkelingen in de Amerikaans-Indiaanse oorlogen, werden ze binnen enkele decennia allemaal genoodzaakt zich in reservaten te vestigen en werd de bizon, de belangrijkste voedselbron voor de Prairie-indianen, nagenoeg uitgeroeid.

## Lijst van volken van de Great Plains

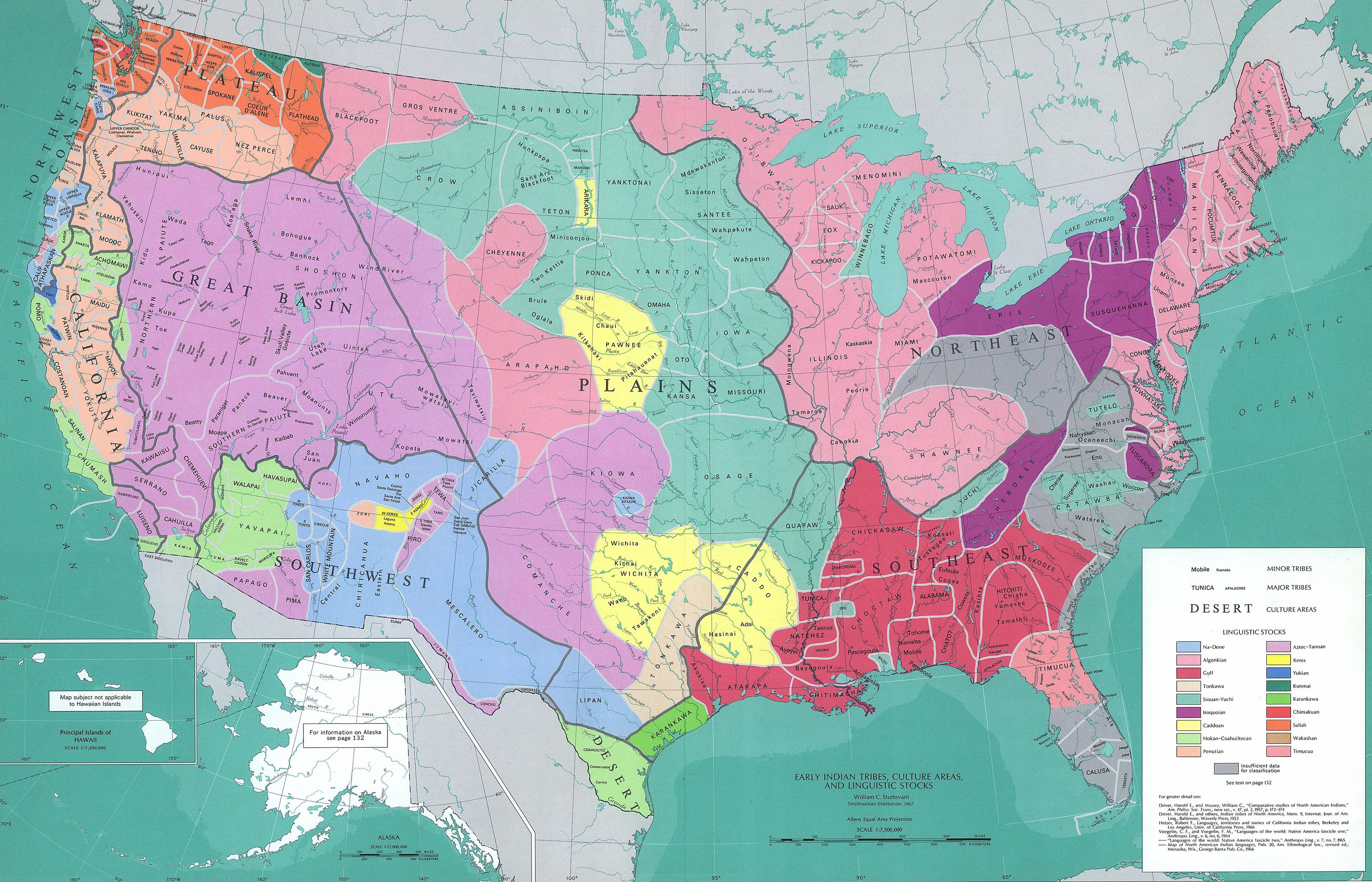
Indiaanse talen in de Verenigde Staten

Deze lijst is wat het deel van de Great Plains betreft dat in de Verenigde Staten ligt grotendeels gebaseerd op de kaart hiernaast van de United States Geological Survey uit 1970. Wat het Canadese deel betreft is de informatie gebaseerd op beschrijvingen van indiaanse volken op de Engelse Wikipedia.

### Nomadische volken
| Siouxsprekende volken: - Assiniboine - Crow (Absarokee) - Sioux: - Lakota (Teton) - Stoney |  | Algonkischsprekende volken: - Arapaho - Blackfoot - Cheyenne - Gros Ventre - Plains Cree - Plains Ojibwe |  | Athabaskischsprekende volken: - Apache: - Kiowa-Apache (Plains Apache) - Lipan Apache - Sarcee |  | Uto-Azteekssprekende volken: - Comanche - Kiowa |  | Overig: - Tonkawa |

### Semisedentaire volken
| Siouxsprekende volken: - Iowa - Hidatsa - Kaw - Mandan - Missouri - Omaha - Osage - Oto - Ponca - Quapaw - Sioux: - Dakota (Oostelijke Dakota/Santee) - Yankton-Yanktonai (Westelijke Dakota) |  | Caddosprekende volken: - Arikara - Kitsai - Pawnee - Wichita |